# Cicognolo
Cicognolo (lombardul: Sigugnòl vagy Sigugnól) település Olaszországban, Lombardia régióban, Cremona megyében. Lakosainak száma 920 fő (2023. január 1.). Cicognolo Cappella de’ Picenardi, Pescarolo ed Uniti, Pieve San Giacomo és Vescovato községekkel határos.

## Népesség
A település lakossága az elmúlt években az alábbi módon változott:
| Lakosok száma | 968  | 963  | 952  | 920  |
|               | 2013 | 2017 | 2018 | 2023 |